# Anthophora signata
Anthophora signata är en biart som beskrevs av Brooks 1988. Anthophora signata ingår i släktet pälsbin, och familjen långtungebin. Inga underarter finns listade i Catalogue of Life.